# Hội Từ châu tương vương
Hội Từ Châu tương vương (chữ Hán: 會徐州相王, Hội minh xưng vương ở Từ châu), là một sự kiện xảy ra vào năm 334 TrCN trong thời kỳ Chiến Quốc, khi vua Ngụy và vua Tề hội minh ở Từ châu, cùng nhau xưng vương, tự xem địa vị ngang với thiên tử nhà Chu.
Năm 334 TrCN (tức năm Ngụy Huệ Thành hầu thứ 37), vua Ngụy dẫn đại diện nước Hàn và một số nước nhỏ đến Từ Châu để hội kiến vua Tề, tôn vua Tề lên tước vương. Vua Tề nhận thấy không nên một mình xưng vương, nên đối lại cũng thừa nhận vua Ngụy cũng mang tước vương. Sử liệu gọi sự kiện này là "Hội Từ châu tương vương". Vua Ngụy cũng cho thay đổi niên hiệu thành thành năm đầu tiên (tức từ năm Ngụy Huệ Thành hầu thứ 37 thành năm Ngụy Huệ Thành vương thứ nhất). Trước đó, trong số các chư hầu, chỉ duy nhất có Sở Vũ vương của nước Sở dám xưng vương. Vì sự kiện này, Sở Uy vương đã rất tức giận, đến nỗi, "ăn không ngon, ngủ không yên". Năm 333 TrCN, Sở Uy vương dẫn quân đánh Tề. Các nước Triệu, Yên cũng nhân cơ hội này tấn công Tề. Tề Uy vương rất tức giận, nên đã đốc suất quân Tề đánh bại quân Sở. Kết quả, quân Sở đại bại, Sở vương phải đào tẩu về nước.